# Bergvallsystemet
Bergvallsystemet er et system til at afvikling af sportsturneringer, som blev brugt i nogle sportsgrene ved olympiske lege indtil 1924. Det er variation af en cupturnering. I en cupturnering går kun vinderne i hver kamp videre til næste runde, mens alle tabere udgår af turneringen. Den svenske vandpolospiller og sportsjournalist Erik Bergvall, som var med til at stifte det internationale svømmeforbund FINA, mente at det traditionelle cupsystem kun er retfærdigt for udvælgelse af førstepladsen i turnering, men ikke for de efterfølgende placeringer, idet den næstbedste spiller kan blive slået ud af turneringen af den bedste spiller i en tidlig runde. Han opfandt derfor bergvallsystemet, hvorefter alle spillere, som bliver slået ud af den endelige vinder, skal kæmpe om andenpladsen. Derefter skal alle spillere, som bliver slået ud af spilleren på andenpladsen, kæmpe om tredjepladsen. Bergvall mente, at det ville give en retfærdig medaljefordeling med et minimalt antal kampe.